# Iepurele samurai: Cronicile lui Usagi
Iepurele samurai: Cronicile lui Usagi (în engleză Samurai Rabbit: The Usagi Chronicles) este un serial animat de televiziune streaming dezvoltat de Candie și Doug Langdale. Serialul este bazat vag pe cărțile de benzi desenate Usagi Yojimbo de Stan Sakai. Spre deosebire de materialul sursă unde benzile desenate iau loc în trecut, serialul ia loc în viitor și Miyamoto Usagi apare ca un personaj secundar, cu Yuki Matsuzaki întorcându-se la rol din versiunea din 2012 a Țestoasele Ninja.
Produs de Netflix Animation, Atomic Monster, Dark Horse Entertainment și Gaumont Animation, serialul a avut premiera pe Netflix pe 28 aprilie 2022. Al doilea și ultimul sezon a fost lansat pe 1 septembrie 2022.

## Premisa
Tânărul Yuichi Usagi pleacă spre orașul Neo Edo pentru a deveni cel mai bun iepure samurai la fel ca strămoșul său Miyamoto Usagi. Împreună cu grupul lui, el protejează Neo Edo de forțe malefice.

## Distribuția și personajele
- Darren Barnet – Yuichi Usagi[7] și Spot
- Aleks Le – Gen[7]
- Shelby Rabara – Kitsune,[7]Mayumi și Kiyoko
- Mallory Low – Chizu[7] și Jihanki
- SungWon Cho – Lord Kogane, Warimashi și Head Keisatsukan
- Eric Bauza – Kagehito, Chikabuma/Mechabuma, Admiral Nochi, O-Dokuro și Yabushito
- Mela Lee – Lady Fuwa, Kaiyo, Toshiko, Hana, Kana, Warbotto și Sawagutchi
- Keone Young – Tetsujin,[8] Hakai și Keisatsu
- Sumalee Montano – Karasu-Tengu[8] și Auntie
- Yuki Matsuzaki – Miyamoto Usagi[9]

## Producție
Serialul a fost anunțat prima oară în 2018 ca fiind în lucru la Gaumont Animation. În 2020, serialul a fost preluat de Netflix, și Dark Horse Entertainment și Atomic Monster Productions s-au alăturat producției serialului.
În cadrul evenimentul virtual Comic-Con@Home 2021, o vedere specială a serialului a fost arătată și distribuția a fost anunțată, cu Darren Barnet, Aleks Le, Shelby Rabara și Mallory Low dublând pe Yuichi Usagi, Gen, Kitsune și Chizu respectiv.
În aprilie 2022, Yuki Matsuzaki a anunțat că o să se întoarcă în rolul lui Miyamoto Usagi. El a dublat personajul anterior în serialul din 2012 cu Țestoasele Ninja.
Muzica serialului a fost compusă de Aiko Fukushima.

## Episoade
| Premiera originală | N/o | Titlu român               | Titlu englez               |
| ------------------ | --- | ------------------------- | -------------------------- |
|                    |     |                           |                            |
| SEZONUL 1          |     |                           |                            |
|                    |     |                           |                            |
| 28.04.2022         | 1   | La oraș                   | The Big City               |
|                    |     |                           |                            |
| 28.04.2022         | 2   | Yokai                     | Yokai                      |
|                    |     |                           |                            |
| 28.04.2022         | 3   | Spirite                   | Possessions                |
|                    |     |                           |                            |
| 28.04.2022         | 4   | O fugă iepurească         | Run Rabbit Run             |
|                    |     |                           |                            |
| 28.04.2022         | 5   | Puțină sensei-bilitate    | Common Sensei              |
|                    |     |                           |                            |
| 28.04.2022         | 6   | Nimănui nu-i plac ninja   | Nobody Likes A Ninja       |
|                    |     |                           |                            |
| 28.04.2022         | 7   | În bârlogul bestiei       | Belly of the Beast         |
|                    |     |                           |                            |
| 28.04.2022         | 8   | Revenirea                 | Go                         |
|                    |     |                           |                            |
| 28.04.2022         | 9   | Kagehito se dezlănțuie    | Kagehito Unleashed         |
|                    |     |                           |                            |
| 28.04.2022         | 10  | Un jurământ de suflet     | Soul Oath                  |
|                    |     |                           |                            |
| SEZONUL 2          |     |                           |                            |
|                    |     |                           |                            |
| 01.09.2022         | 11  | Unu și mătură             | Runaway Training           |
|                    |     |                           |                            |
| 01.09.2022         | 12  | Un joc cu bătaie lungă    | Game Dogs                  |
|                    |     |                           |                            |
| 01.09.2022         | 13  | Poneiul pufos             | The Fuzzy Pony             |
|                    |     |                           |                            |
| 01.09.2022         | 14  | Aventuri cu minininja     | Adventures in Ninjasitting |
|                    |     |                           |                            |
| 01.09.2022         | 15  | O altă dimensiune         | Interdimensionals          |
|                    |     |                           |                            |
| 01.09.2022         | 16  | Răz-botto                 | Warbotto                   |
|                    |     |                           |                            |
| 01.09.2022         | 17  | Ramura salciei            | Willow Branch              |
|                    |     |                           |                            |
| 01.09.2022         | 18  | Chizu se descurcă singură | The Chizu Stands Alone     |
|                    |     |                           |                            |
| 01.09.2022         | 19  | Ouă!                      | Eggs!                      |
|                    |     |                           |                            |
| 01.09.2022         | 20  | Invazie!                  | Invasion!                  |